# Michael Warren Young
Michael Warren Young (Miami, 28 de março de 1949) é um cronobiologista Estadunidense. É professor da Universidade Rockefeller em Nova Iorque.

## Condecorações selecionadas
- 2007: membro da Academia Nacional de Ciências dos Estados Unidos
- 2009: Prêmio Gruber de Neurociência (com Jeffrey Connor Hall e Michael Rosbash)[1]
- 2011: Prêmio Louisa Gross Horwitz (com Jeffrey Connor Hall e Michael Rosbash)[2]
- 2012: Canada Gairdner International Award (mit Jeffrey C. Hall und Michael Rosbash)[3]
- 2012: Prêmio Massry (com Jeffrey C. Hall e Michael Rosbash)
- 2013: Prêmio Wiley de Ciências Biomédicas (com Jeffrey Connor Hall e Michael Rosbash)
- 2013: Prêmio Shaw em Medicina (com Jeffrey Connor Hall e Michael Rosbash)
- 2017: Prémio Nobel de Fisiologia ou Medicina (com Jeffrey Connor Hall e Michael Rosbash)